# Louis Lacombe

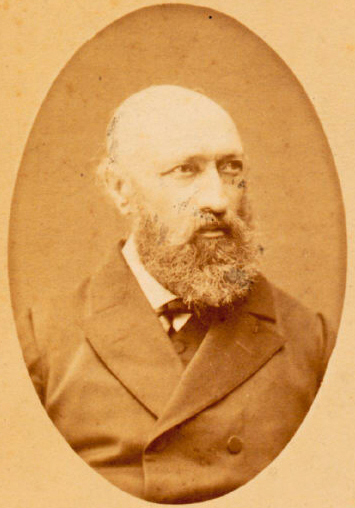
Louis Lacombe um 1880

Louis Trouillon Lacombe (* 26. November 1818 bei Bourges; † 30. September 1884 in Saint-Vaast-la-Hougue, Département Manche) war ein französischer Komponist.

## Leben
Lacombe wurde 1829 Klavierschüler von Pierre-Joseph-Guillaume Zimmermann am Pariser Konservatorium und erhielt 1831 den ersten Klavierpreis. 1832 verließ er das Institut und unternahm eine Kunstreise durch Frankreich, Belgien und Deutschland. Die Reise endete in Wien, wo er 1834 acht Monate bei  Carl Czerny Klavier und bei Simon Sechter und Ignaz von Seyfried Musiktheorie studierte. 1839 kehrte er nach weiteren Konzerttouren nach Paris zurück und widmete sich nun mehr und mehr der Komposition.
Ein Klavierquintett, ein Trio und einige Klavierwerke waren seine ersten Publikationen. Es folgten die dramatischen Symphonien (mit Soli und Chören): Manfred (1847) und Arva (1850), ein zweites Trio, eine große Oktavenetüde für Klavier, zahlreiche andere Klavierwerke, Lieder, ein lyrisches Epos von gigantischer Anlage, eine Oper (La Madone, 1861 im Théâtre-Lyrique aufgeführt), die Musik zu Paulin Niboyets L’Amour und andere. Am bekanntesten wurde von seinen Werken Sappho, Preiskantate der Weltausstellung 1878, die wiederholt im Théâtre du Châtelet und im Konservatorium aufgeführt wurde.

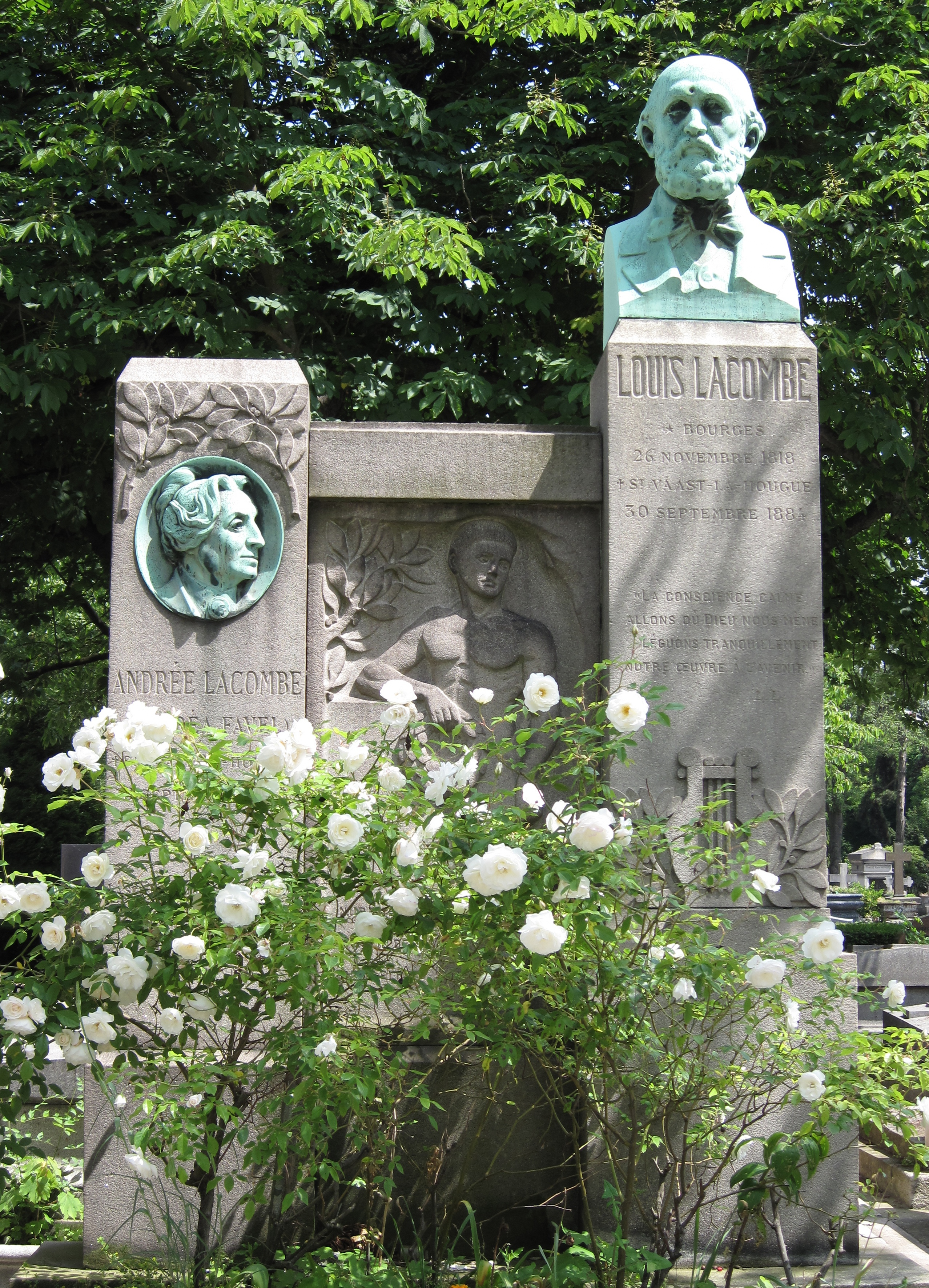
Grab von Andrée und Louis Lacombe mit dem Monument des Bonner Bildhauers Karl Menser

Stilistisch steht Lacombe Berlioz nahe, er setzte zur Erreichung besonderer Effekte oft große Besetzungen ein. Seinen handwerklich einwandfreien Kompositionen fehlt es aber an persönlicher Originalität, sodass ihm nachhaltiger Erfolg versagt blieb.
Seine zweite Gattin (ab 1869), Andrée Favel (eigentlich Claudine Duclairfait; * 17. Januar 1831 in Voisinlieu, Département Oise; † 8. September 1902 in Saint-Vaast-la-Hougue), war eine angesehene Sängerin, die eine bemerkenswerte Gesangschule herausgegeben hat. Ihr gemeinsames Grab befindet sich auf dem Friedhof Père-Lachaise.

## Werke
- Philosophie et musique: œuvre posthume. Paris 1896 Digitalisat